# James Alfred Keating
Pour les articles homonymes, voir Keating.
Le lieutenant James Alfred Keating est un as de la Première Guerre mondiale, crédité de six victoires aériennes, dont quatre le 9 août 1918.

## Biographie
Né à Chicago, Illinois (États-Unis), Keating rejoint le service aérien.  L'armée américaine enregistre sa commission en décembre 1917. Il est rattaché à la Royal Air Force en février 1918.  En juin, il est affecté à l'escadron volant 49 DH, formé de neuf bombardiers. Avec son observateur, le lieutenant Edward Arthur Simpson, 26 ans, Keating a été reconnu comme as de l'aviation américaine, avec cinq victoires en deux jours. La première victoire a été remportée lors d'un raid sur Béthencourt-sur-Somme lorsque la formation a été attaquée par sept avions ennemis sur la cible. Le lendemain, quatre victoires sont enregistrées lors d'un raid de bombardement sur le pont de Falvy.
Après la guerre, Keating retourne aux États-Unis. Il y décède en octobre 1976.

## Liste des combats
| Date            | Heure | Avion        | Adversaire         | Localisation          |
| --------------- | ----- | ------------ | ------------------ | --------------------- |
| 22 juillet 1918 | 18:20 | D.H.9 Fokker | D.VII (OOC)        | Sergy                 |
| 08 août 1918    | 18:35 | D.H.9 Fokker | Pfalz D.III (DESF) | Béthencourt-sur-Somme |
| 09 août 1918    | 06:30 | D.H.9 Fokker | Pfalz D.III (DESF) | Marchélepot           |
| 09 août 1918    | 06:30 | D.H.9 Fokker | Pfalz D.III (DESF) | Ablaincourt           |
| 09 août 1918    | 06:40 | D.H.9 Fokker | D.VII (OOC)        | Soyécourt             |
| 09 août 1918    | 06:45 | D.H.9 Fokker | D.VII (OOC)        | Lamotte               |

## Pour approfondir
Portail Militaire des États-Unis pour la Première Guerre mondiale
Liste des as de la Première Guerre mondiale